# Борноволоков, Тертий Степанович
Те́ртий (при рождении Тере́нтий) Степа́нович Борноволо́ков (1764 — 9 [21] января 1813) — учёный-химик, член-корреспондент ИАН (1809), вологодский губернский прокурор, погиб при крушении шлюпа «Нева» у мыса Эджком на Крузовом острове.
C 26 января 1811 г. действительный член ВОЛСНХ.

## Семья
Происходит из дворянского рода Борноволоковых. Мать Анна Васильевна принадлежала к роду Молчановых. Жена — Мария Сергеевна, дочь собирателя церковных древностей, составителя словаря русских святых Сергея Петровича Соковнина. Одна из дочерей Тертия Борноволокова Татьяна была замужем за штурманом Андреем Ильичом Хлебниковым, участником инцидента с В. Головниным в 1811—1813 гг. и была инспектрисой Института глухонемых в Санкт-Петербурге.

## Назначение в Российско-Американскую компанию
Александр Андреевич Баранов неоднократно обращался в Главное правление РАК с просьбой о замене его на посту правителя. Посланный ему в заместители коллежский асессор Кох умер в Петропавловске 25 января 1811 г. Тертий Борноволоков был назначен заместителем Баранова в 1812 г. Не заходя в Кадьяк к месту службы, Борноволоков на шлюпе «Нева» направился напрямую в Ново-Архангельск, где при сильном шторме в январе 1813 года погиб.
В Адрес-календаре на 1814 год, составленном не ранее середины 1813 года, на острове Кадьяке числилась контора Главного правителя Российско-Американской компании Александра Баранова, а также «главное российское заселение при Петропавловской гавани», при этом товарищем главного правителя на Кадьяке числился Тертий (Терентий) Борноволоков, а к порту были приписаны отставной штурман Калинин и лейтенант Подушкин,— все трое погибшие по пути в Ново-Архангельск ещё в январе 1813 года, что говорит об очень низкой скорости передачи информации из этого региона в центр и обратно в начале XIX века.
С 1814 г. Главному правителю компании, вместо Тертия Борноволокова, назначен был помогать Кирилл Тимофеевич Хлебников, являвшийся помощником и для пяти последующих Главных правителей РАК. Только в 1818 г. А. А. Баранова сменил лейтенант С. М. Яновский во время посещения Ново-Архангельска кораблем «Кутузов».

## Гибель
На каменистом побережье у западного подножия вулкана Эджком в январе 1813 года потерпел крушение корабль «Нева» Русско-Американской компании, направлявшийся в Ново-Архангельск. Из 124 находившихся на борту человек (49 членов экипажа, 15 служащих, 56 промышленников и 4 женщины и дочери) спаслось лишь 25 человек, которых на берегу взяли в плен тлингиты. Двоим членам экипажа удалось бежать из плена и добраться до Ново-Архангельска, откуда правитель конторы Иван Кусков отправил вооружённый отряд. В результате число спасшихся и добравшихся до пункта назначения составило 6 человек. Тертий Борноволоков выжил после крушения, его видели живым в воде, но погиб от ударов волнами о скалы.
В 1813 г., на момент гибели, Тертий Борноволоков владел в усадьбе Носково Буйского уезда 14 душами мужского пола, в деревне Павлыгино Макарьевского уезда — 30 душами, в усадьбе Кистеге Галичского уезда — 33 душами.

## Труды
- Изобличенный Вольтер (1792). Перевод, посвящён Николаю Дурново[8], один экземпляр подарен автором священнику села Захарьино (Богословское в Захарьине) Даниловского уезда Алексею Никольскому.
- Отцовский подарок дочери при вступлении её в свет (1808) и Советы семидесятилетней бабки внуке (1809). В первом издании сообщались важнейшие правила «общественной жизни» и христианской религии; во втором (он служил продолжением первого) этот сюжет подробно развивался. Особенно обстоятельно характеризовались «общие и нужнейшие правила господствования над людьми» (то есть крепостными). По мнению Борноволокова, «люди, нам подданные, содержатся в границах обязанности их и принуждаются к исполнению должностей их не жестокостию и тиранством, паче снисхождением, благосклонностию и в необходимых токмо самых крайних случаях благоразумною и хладнокровием управляемою строгостию». В подтверждение этой весьма умеренной точки зрения приводились выразительные зарисовки помещичьего быта, составлявшие своего рода «беллетристический раздел» этого дидактического трактата.
- Хозяйственные замечания по Вологодской губернии // Труды Вольного экономического общества. 1809. Т. 61. С. 96-102.
- Записки о Доманите, горном масле и каменном угле, находящихся в Вологодской губернии в Яренском округе при реках Выме и Ухте с присовокуплении правил, как из Доманита приготовлять карандаши или черный мел // Труды Вольного экономического общества. 1809. Т. 61. С. 103—115.
- О составлении краски для крашения деревянных кровель, которая дешевле обыкновенной масляной краски и в некотором отношении имеет перед нею преимущество // Труды Вольного экономического общества. 1810. Т. 62. С. 237—244.
- Описание брусяных гор Печорской и Войской, находящихся в Вологодской губернии в Усть-Сысольском округе // Технологический журнал. 1809. Т. 6. Ч. П. С. 135—140.
- О сохранении птичьих чучел и насекомых // Технологический журнал. 1809. Т. 6. Ч. II. С. 96-110.
- О Доманите или вологодском слюдянистом сланце (шифере) // Технологический журнал. 1809. Т. 6. Ч. П. С. 111—118.
- О приготовлении из Доманита черного мела или карандаша для рисования // Технологический журнал. 1809. Т. 6. Ч. II. С. 118—122.
- О камнях, падающих из атмосферы // Технологический журнал. 1811. Т. 8. Ч. IV. С. 101—145**.
- О Доманите или Вологодском битуминозном сланце // Mémoires de la Société impériale des Naturalistes de Moscou. 1812. Т. 3. С. 299—302.
- Описание Окаменелого или Окаменевшего дерева // Архив АН СССР. Ф. I. Оп. III. 1809. № 58. Л. I.
- Стол красного дерева, прямоугольный, с одним ящиком, в столешнице под стеклом акварель с изображением географической и игральных карт, страниц с русским, славянским, немецким и французским текстами, силуэтом Вольтера и надписью: «рисовал Тертий Борноволоков 1795-го года». В собрании Эрмитажа[9].